# Теспе
Теспе (нем. Tespe) — община в Германии, в земле Нижняя Саксония.
Входит в состав района Харбург. Подчиняется управлению Эльбмарш. Население составляет 4064 человека (на 31 декабря 2010 года). Занимает площадь 24,87 км².
Коммуна подразделяется на 3 сельских округа.